# سيسي دالميدا
سيسي دالميدا (بالفرنسية: Sessi d'Almeida)‏ لاعب كرة قدم بنيني (ولد يوم 20 نوفمبر من العام 1995 في فرنسا).

## روابط خارجية
- سيسي دالميدا على موقع قاعدة بيانات كرة القدم.إي يو (الإنجليزية)
- سيسي دالميدا على موقع ليكيب (الفرنسية)
- سيسي دالميدا على موقع ناشيونال فوتبول تيمز (الإنجليزية)
- سيسي دالميدا على موقع Soccerbase.com (لاعب) (الإنجليزية)
- سيسي دالميدا على موقع Soccerway.com (الإنجليزية)
- سيسي دالميدا على موقع AS.com (الإسبانية)